# جورجينا باتيسكومب
جورجينا باتيسكومب (21 نوفمبر 1905 - 26 فبراير 2006) كاتبة سيرة بريطانية متخصصة بشكل رئيسي بحياة العصر الفيكتوري.
وُلِدت إستر جورجينا هاروود، الابنة الكبرى لجورج هاروود، رجل دين سابق، وعضو ليبرالي في البرلمان ممثلًا بلدته بولتون. أتقنَ عملهُ في معامِل غزل القطن، وكان مؤلفًا ومحاميًا. كانت عائلتها متشربّة للسياسة: جدها لأمها، السير ألفريد هوبكنسون كيه سي (النائب الأول لرئيس جامعة مانشستر)، وثلاثة أعمام، وزوج والدتها، جون موراي (مدير الكلية الجامعية في جنوب غرب إنجلترا، إكستر)، جميعهم أصبحوا نوابًا.
تلقّت تعليمها في مدرسة سانت مايكل في أكسفورد، في قاعة السيدة مارجريت، واعتبرت نفسها ذات مهنة سياسية. في عام 1932 تزوجت كريستوفر باتيسكومب (توفي عام 1964)، وهو مقدَّم في حرس غرينادير. عاشوا لبعض الوقت في زنجبار، حيث كان العقيد باتيسكومب سكرتيرًا للسلطان، ثم عاشوا في دورهام قبل أن ينتقلوا إلى برج هنري الثالث في قصر وندسور حيث أصبحت العقيدة باتيسكومب السكرتيرة الفخرية لجمعية أصدقاء سانت جورج من 1958 إلى 1960.
كانت أشهر كتبها السير الذاتية لكل من: الروائية الفيكتورية الرومانسية شارلوت ماري يونج (1943)، كاثرين جلادستون، زوجة رئيس الوزراء وليام إيوارت جلادستون (1956)، رجل الكنيسة الإنجليزي جون كيبلي (1963)، ألكسندرا من الدنمارك (1969).
مُنحت سيرة كيبل «جائزة جيمس تيت بلاك التذكارية.»
لفتَ انتباه باتيسكومب موضوع الملكة ألكسندرا، زوجة إدوارد السابع؛ لأنها عانت من نفس شكل الصمم، وتصلب الأذن الذي أصاب الملكة، حيث كانت شديدة الصمم من حوالي سن 20 حتى بلغت 50 عامًا. تغلّبت باتيسكومب من خلال إجراء عمليتان واستعمال معينات السمع الحديثة على هذه الإعاقة بصورة كاملة، ولكن، كما قالت: أعطتها «القدرة على فهم محنة ألكسندرا».
بصفتها كاتبة سيرة ملكية، شعرتْ بالذهول من الطريقة التي عُومِل بها أفراد العائلة المالكة بشكل متكرر، وشجبت الإثارة والفضائح، واعتبرت أن العديد من السير الذاتية الملكية غير مدروسة، وأشارت إلى أنه «في كثير من الأحيان لا تكفي العوائد المؤسفة حتى تلقى التهذيب من أولئك الذين يكتبون عنهم.»
كتبت باتيسكومب أيضًا السير الذاتية لكل من: كريستينا روسيتي (1965) وشافتسبري (1974)، وتشمل عناوينها الأخرى على: اثنان في السفاري (1946)، النزهات الإنجليزية (1949)، رائدة مترددة: حياة إليزابيث وردزورث (1978)؛ سبنسرز من آلثروب (1984)، والأغنية الشتوية، وهو كتاب قصائد (1992).
أصبحت زميلة في الجمعية الملكية للآداب عام 1964. وتوفيت عام 2006 عن عمر يناهز 100 عام.

## روابط خارجية
- Obituary in The Guardian
- Obituary in The Telegraph
- Obituary in The Times نسخة محفوظة 4 يونيو 2011 على موقع واي باك مشين.